# CAE (azienda)
CAE Inc., precedentemente conosciuta come Canadian Aviation Electronics Inc., è un'azienda del settore aerospaziale, con sede a Montréal in Canada,che fornisce addestramento e tecnologie di progettazione e simulazione ad aziende dell'aviazione civile e forze militari di tutto il mondo.
È stata fondata nel 1947 a Saint-Hubert nella provincia del Québec in Canada. Dal 2011 ha sedi in 35 stati in tutto il mondo impiegando oltre 13.000 dipendenti.

Nel 2012 ha iniziato le attività anche nell'assistenza sanitaria, attraverso l'acquisizione o la partnership con diverse aziende del settore.

## Simulatori di volo
CAE produce Simulatori di Volo capaci di replicare all'esattezza il comportamento di aeromobili ed elicotteri. Questi vengono venduti a compagnie aeree, centri addestramento, case costruttrici di aeromobili.
I simulatori includono dispositivi fissi come CAE 400XR, CAE 500XR, CAE 600XR, e prodotti full-motion come CAE 3000, CAE 5000 e CAE 7000XR.
All'attivo, CAE dispone di 343 simulatori "full-flight" nel proprio network.
Nel 2001, CAE Inc. ha acquisito la divisione Flight Simulation and Training di BAE Systems, precedentemente nota come Reflectone, Inc, una società quotata in borsa fondata nel 1939 e con sede a Tampa, in Florida. Reflectone vendeva simulatori di volo militari e forniva addestramento ai piloti.
Nel 2016, l'azienda ha venduto 53 simulatori di volo full-motion. Nel febbraio 2016, CAE Inc. ha acquisito Lockheed Martin Commercial Flight Training, precedentemente noto come Sim-Industries.
Nel 2021, CAE ha annunciato l'acquisto delle attività di addestramento militare di L3Harris Technologies per un totale di 1,05 miliardi di dollari.
Nel 2023, l'azienda ha dichiarato la vendita del proprio settore healthcare, CAE Healthcare, a Madison Industries per un ammontare di 311 milioni di dollari. 
Nel 2024, Il nuovo software di generazione immagini "CAE Prodigy" sviluppato in collaborazione con Epic Games mediante l'utilizzo di Unreal Engine ha ricevuto una certificazione di livello D da parte di EASA.
Nel corso dell'anno fiscale 2024, CAE ha consegnato 47 simulatori ai propri clienti.

## Addestramento piloti
CAE dispone della più grande rete di formazione per l'aviazione civile e militare al mondo, con oltre 340 simulatori di volo "full flight" in oltre 60 centri di formazione. Ogni anno CAE forma più di 135.000 piloti di linea vantando più di 2000 istruttori qualificati.
L'azienda fornisce formazione iniziale e periodica per compagnie aeree, compresi operatori charter e cargo. Il centro addestramento all'aeroporto internazionale di Dallas-Fort Worth è la più grande struttura per l'aviazione d'affari al mondo con 34 simulatori.
CAE gestisce anche la CAE Oxford Aviation Academy, la più grande rete di addestramento al volo ab-initio al mondo, con sede all'aeroporto di Oxford, e all'aeroporto "Falcon Field" di Mesa, Phoenix, AZ.
A fine 2019, CAE ha annunciato la collaborazione con easyJet nella creazione del "Generation easyJet Training Programme" ovvero un programma di addestramento creato ad-hoc per easyJet. Il programma fu istituito per affrontare la carenza di personale nel settore dell'aviazione e per creare nuove opportunità per giovani talenti.
Da febbraio 2020, CAE collabora anche con Airways Aviation Academy, a Montpellier, nel sud della Francia, per la formazione dei cadetti piloti.

### In Italia
Nel nostro territorio CAE ha 2 centri addestramento civili, il primo nei dintorni dell'Aeroporto di Milano-Malpensa ed il secondo all'aeroporto di Roma-Fiumicino.
- Il centro addestramento di Milano-Malpensa "CAE Milan" dispone di 5 simulatori full-flight e 2 FTD di classe Airbus A320 e fornisce addestramento agli equipaggi di volo e cabina easyJet.[10]
- Il centro addestramento di Roma-Fiumicino ha sede all'interno dell'ITA Airways Flight Centre.

Nel 2009, Leonardo ha fondato una joint-venture con CAE, innaugurando un centro di addestramento a Sesto Calende (VA) nella ex-sede di SIAI-Marchetti mirata a fornire addestramento su elicotteri AW109, AW139, AW169, AW189 e NH90. 
Inoltre, nel 2018, Aeronautica Militare assieme a CAE e Leonardo ha innaugurato l'IFTS (International Flight Training School) con sede all'Aeroporto Militare di Decimomannu, dove viene fornito un addestramento jet militare completo attraverso l'uso di 22 Leonardo M346 e 2 simulatori "full-flight" del relativo aeromobile. Diversi paesi hanno visto i propri piloti militari addestrati in questo centro, tra questi: Qatar, Giappone, Germania, Gran Bretagna ed altri.